# Rough and Rowdy Ways
Rough and Rowdy Ways je devětatřicáté sólové studiové album amerického písničkáře Boba Dylana. Vydáno bylo 19. června 2020 společností Columbia Records. Jde o Dylanovo první album po osmi letech, které obsahuje autorské písně – to předchozí vyšlo v roce 2012 pod názvem Tempest. V mezidobí vydal tři desky složené převážně z coververzí písní zpopularizovaných Frankem Sinatrou. První zveřejněnou písní z alba byla sedmnáctiminutová „Murder Most Foul“, později byly zveřejněny ještě písně „I Contain Multitudes“ a „False Prophet“. Deska obsahuje celkem deset písní o celkové délce přes sedmdesát minut.

## Seznam skladeb
Autorem všech skladeb je Bob Dylan.
1. I Contain Multitudes – 4:36
2. False Prophet – 6:00
3. My Own Version of You – 6:41
4. I've Made Up My Mind to Give Myself to You – 6:32
5. Black Rider – 4:12
6. Goodbye Jimmy Reed – 4:13
7. Mother of Muses – 4:29
8. Crossing the Rubicon – 7:22
9. Key West (Philosopher Pirate) – 9:34
10. Murder Most Foul – 16:54

## Obsazení
- Bob Dylan
- Charlie Sexton
- Bob Britt
- Donnie Herron
- Tony Garnier
- Matt Chamberlain
- Blake Mills
- Benmont Tench
- Alan Pasqua
- Fiona Apple
- Tommy Rhodes